# Distretto di Soritor
Il distretto di Soritor è uno dei sei distretti  della provincia di Moyobamba, in Perù. Si trova nella regione di San Martín e si estende su una superficie di 387,76 chilometri quadrati.

Istituito il 2 gennaio 1857, ha per capitale la città di Soritor; al censimento 2005 contava 19.882 abitanti.